# Đánh cá bằng chim cốc

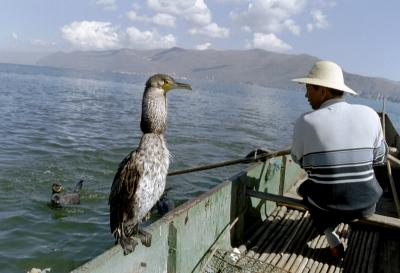
Ngư nhân Trung Quốc với một trong những chim cốc tại Hồ Nhĩ Hải gần Đại Lý.

Đánh cá bằng chim cốc là một phương pháp đánh cá cổ truyền trong đó người đánh cá huấn luyện chim cốc để bắt cá ở các con sông. Đánh cá bằng chim cốc đã được thực hành ở Trung Quốc vào thời tùy. Ở Âu châu thỉnh thoảng nó cũng là một môn thể thao cho giới quý tộc 

## Cách thức
Những con chim cốc được xích bằng dây, lặn xuống nước bắt cá và ngậm trong miệng. Để tránh chim nuốt mất cá và điều khiển chúng dễ dàng hơn, ngư dân buộc dây thừng rồi thắt nút gần cổ chim. Khi chim mò cá ngậm đầy trong mồm, chúng được kéo lên gỡ cá khỏi cổ họng và lại tiếp tục thả xuống nước để bắt.

## Loại chim
Loại chim cốc được dùng khác nhau tùy theo khu vực. Ở Gifu, Nhật Bản, chim cốc Nhật Bản (Phalacrocorax capillatus) được dùng; dân đánh cá Trung Quốc lại sử dụng Cốc đế. Chim cổ rắn mà có họ hàng gần với chim cốc cũng thỉnh thoảng được dùng để đánh cá theo kỹ thuật này. Trong khi ở Nhật người ta thường bắt các chim cốc trẻ rồi huấn luyện chúng, tại một số vùng ở Trung Quốc họ chăn nuôi các con chim này. Vì các con chim cốc cái trong chăn nuôi không chăm sóc các trứng của chúng, nên các trứng thường được ấp bởi gà mái. Các con chim con khi được 100 ngày tuổi thì bắt đầu được huấn luyện bắt cá, cũng như được dùng để gây giống. Các chim cốc con học cách săn cá từ những con lớn tuổi. chim cốc, được người cho ăn từ nhỏ, thường có quan hệ mật thiết với người nuôi và được cho bay tự do. Còn chim bắt được hoặc mua lại từ nơi chăn nuôi thì bị cột ở chân để khỏi bay mất.

## Du lịch
Đánh cá bằng chim cốc hiện nay trở thành điều hút khách du lịch tại Nhật Bản. Mỗi khi hè về, hàng nghìn du khách kéo tới xem ngư dân trên sông biểu diễn nghệ thuật đánh cá bằng chim cốc.